# Локалита Чимилија (Трапани)
Локалита Чимилија је насеље у Италији у округу Трапани, региону Сицилија.
Према процени из 2011. у насељу је живело 7 становника. Насеље се налази на надморској висини од 54 м.